# الحرس المدني
الحرس المدنيّ (بالإسبانية: Guardia Civil) هي وكالة أمنية لإنفاذ القانون على المستوى الوطنيّ في إسبانيا. كما أنها إحدى أذرع قوات الشرطة الوطنية. تمارس الوكالة أعمالها في إطار مدني عسكري شبيه بقوات الدَرَك أو الجًنْدَرْمة الفرنسية، تتبع الوكالة هيكليًا وزارة الداخلية ووزارة الدفاع. تنحصر سلطة وزارة الدفاع في أوقات إلا أنها تمتلك سلطة كاملة في أوقات الحرب أو في الحالات التي تشكل تهديد على الأمن القومي الإسباني. تمتلك الوكالة سمعة وشعبية حسنة ويُطلق عليها العامة: "benemérita"
تُصنف الوكالة كأهم وكالة أمنية في إسبانيا، تليها الوكالات الأمنية الأخرى ثم الجيش. كما أنها تتشابه في الهيكلة وطبيعة العمل مع قوات الدرك الأوروبية الأخرى كقوات الدرك الفرنسية. يتكفل الحرس المدني العديد من المهام والواجبات منها: التحقيق في الجرائم الجنائية في المناطق الريفية من البلاد، والعمل على توفير الأمن على الطرقات والموانئ في جميع نواحي إسبانيا. (ماعدا كلٍ من: إقليم الباسك وكتالونيا ونبرة، اعتبارًا من سنة 2020)

## التاريخ

### التأسيس

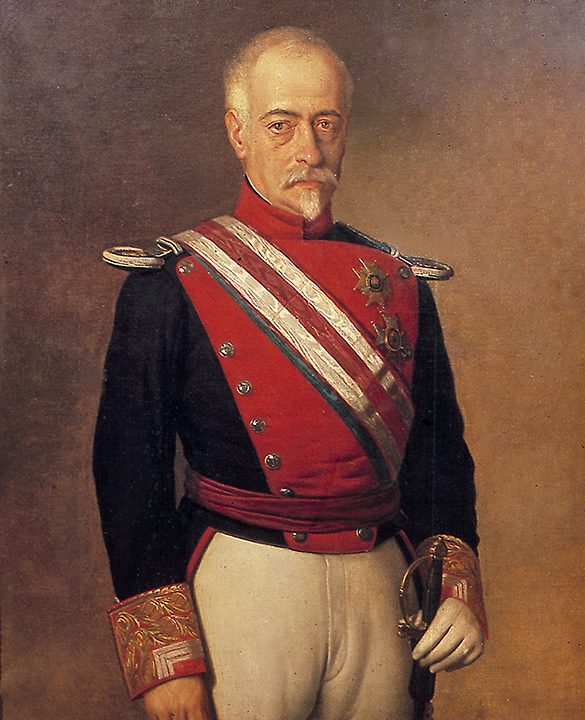
الدوق فرانسيسكو خافيير خيرون مؤسس الحرس المدني.

تأسست وكالة الحرس المدني كقوة شرطة وطنية في عام 1844 إبان عهد إيزابيل الثانية ملكة إسبانيا، على يد الدوق فرانسيسكو خافيير خيرون. قبل تأسيس الوكالة كان يقوم بأعمال حفظ الأمن منظمة «سانتا هيرمنداد» أو «الأخوية المُقدسة»، وهي منظمة مدنية مُسلحة تشبه المهام الموكلة لها مهام وكالة الحرس المدني، إلا أنها لم تكن بنفس الانضباط والهيكلية الإدارية التي في الوكالة؛ فكان مسؤولو المنظمة فاسدين مهنيًا، مما أدى إلى انتشار المحسوبيات والانتفاع الشخصي، ولم تكن سلطة هذه المنظمة تتعدى حدود البلدات والمدن الرئيسية، مما سمح المجرمين في كثير من الأحيان بالإفلات من العدالة عند ارتكابهم الجرائم بمجرد انتقالهم إلى مناطق أخرى أقل سكانًا. تم إنشاء أول أكاديمية للشرطة في بلدة فالديمورو جنوب مدريد عام 1855.

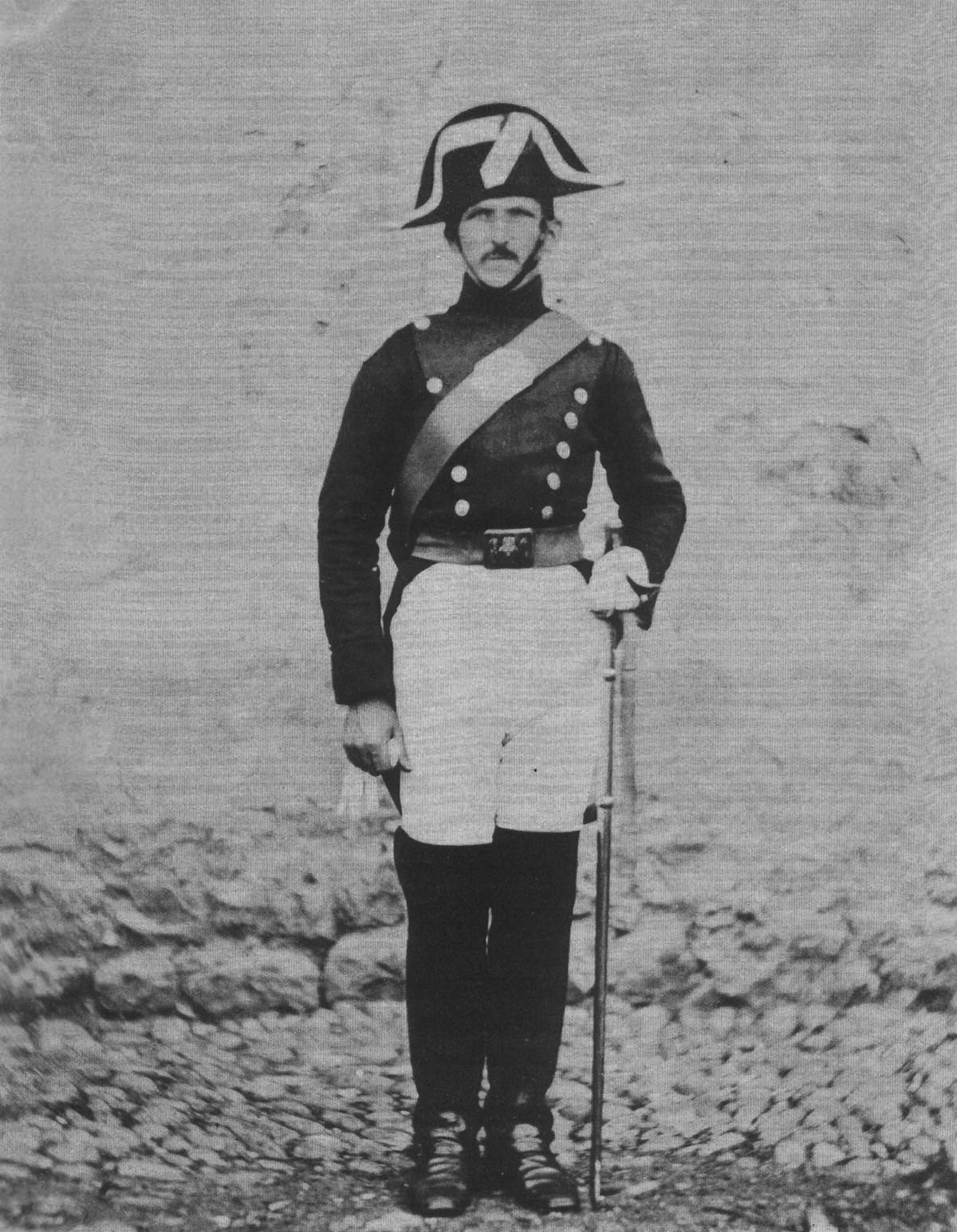
تم التقاط أول صورة فوتوغرافية على الإطلاق لأحد منسوبي الحرس المدني، في مكان ما في راينوسا بإسبانيا، بين عامي 1855 و1857.

في البداية تم تكليف الحرس المدني بمهمة القضاء على اللصوص وقُطاع الطرق، لا سيما في إقليم الأندلس جنوبي إسبانيا، والذي اشتهر بتفشي الجرائم فيه كعمليات السطو والتعدي على التُجار والسُياح الأجانب، وصل تفشي ظاهرة اللصوصية في جنوب إسبانيا إلى الحد الذي جعل الحرس المدني يجد صعوبة في القضاء على هذه الظاهرة تمامًا.

شعار الحرس المدني 1939-1977.

في وقت متأخر لاحقًا من عام 1884 ذكر أحد المسافرين في تلك الحقبة أن اللصوصية لا زالت تتواجد في جنوبي إسبانيا في مالقة وما حولها فيقول: «الطريقة المفضلة لقطاع الطرق  في إخافة ضحاياهم ، هي بالتسلل بهدوء من خلفهم، ووضع كيس على رأس الضحية لكتم أنفاسه، ومن ثم سلبه، وإذا ما تلقى اللص اي مقاومة يقوم بنزع أحشاء ضحيته على الفور بواسطة سكين، عادة ما يرتدي قاطع الطريق  العديد من التمائم ذات العلاقة بالسحر لكي تحميه من التعرض للأذى في حال مواجهته للحرس المدني».

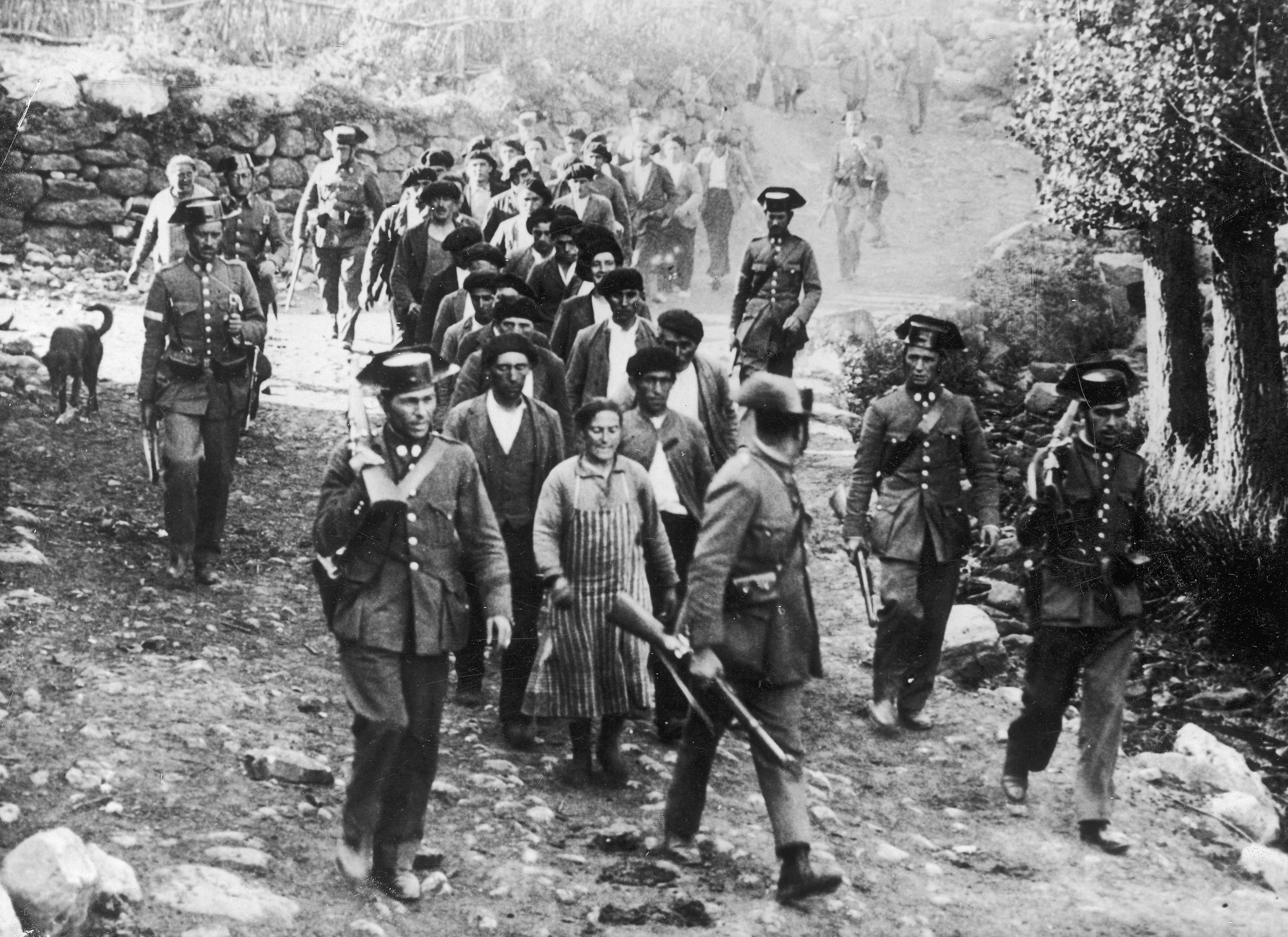
صورة مُلتقطة إبان ثورة 1934 لقوات الحرس المدني ومعهم سجناء متجهين بهم نحو برانيسرا.

كما اُوكل للحرس المدني العديد من المهام السياسية لاستعادة وحفظ أراضي رعايا الملك الاسباني من الفلاحين على وجه الخصوص، وذلك لمنع تسرب تأثير الثورة الفرنسية إلى الأحزاب الاسبانية المناهضة للملكية، والتي بدئت تبرز في الساحة الاسبانية في نهاية الحرب الكارلية الأولى، هذه الحرب الأهلية التي خلفت ورائها اظطرابات اجتماعية زاد من تأجيجها التوزيع الغير عادل للأراضي التي صادرتها الحكومة الاسبانية من الكنائس بما عُرف بــ«المصادرات الكنسية لمندزابال». جميع هذه العوامل مجتمعة جعلت المشهد الاسباني مُدمر، مما اظطر الحكومة الاسبانية إلى اتخاذ إجراءات وتحركات جذرية لقمع ثورات الفلاحين. إحدى هذه الإجراءات هو إنشاء قوات الحرس المدني المستوحاة من نموذج المشاة العسكرية التي استخدمها نابليون في حملاته الأوروبية. ومن ثم تحويل الحرس المدني إلى قوات عسكرية عالية التدريب والفاعلية، بحيث تتحمل اشد الظروف ويمكن نشرها لفرض النظام على نطاق ميداني واسع خاصةً في الأرياف الاسبانية.

### الحرب الأهلية (1936-1939)
خلال الحرب الأهلية الإسبانية؛ انقسمت قوات الحرس المدني إلى ثكنتين الأولى: ظلوا على ولائهم للحكومة ويشكلون ما نسبته 53% (قاموا بتغيير مسماهم فيما بعد إلى الحرس الوطني الجمهوري)، والثانية: تمردت وانشقت عن القوات. على كلٍ ظلت السلطة بأيدي الثكنة الأولى والذين يشكلون الأغلبية، وكان على رأسهم المفتش العام سيباستيان بوزاس الموالي للحكومة وصاحب أعلى سلطة تنفيذية في القوات.
كما كانت نسبة أعضاء الحرس المدني الذين دعموا فصيل المتمردين إبان انقلاب عام 1936 مرتفعة نسبيا مقارنةً بفروع الشرطة الإسبانية الأخرى؛ فعندما بدأت الحرب الأهلية ظل أكثر من 70٪ من أعضائها موالين للحكومة الإسبانية.
ألقت القوات الفرانكوية المنتصرة القبض على الجنرال الموالي للحرس المدني خوسيه أرانجورين، قائد الفرقة العضوية الرابعة والحاكم العسكري لفالنسيا، عندما دخلت مدينة فالنسيا في نهاية مارس 1939. وبعد محاكمته عسكريًا، حُكم على أرانجورين بالإعدام فأعدم في 22 نيسان/أبريل من نفس العام.

### الخدمة الاستعمارية
اُستخدمت وحدات مجندة محليًا من الحرس المدني في أقاليم إسبانيا فيما وراء البحار. وشمل ذلك ثلاثة أفواج في الفلبين وشركتان في بورتوريكو قبيل عام 1898. أكثر من ستة آلاف من الحرس المدني، من السكان الأصليين والأسبانيين، كانوا يخدمون في كوبا في عام 1885، ومن ثم تم إلحاقهم بوحدات أصغر تم انشائها في وقت لا حق في إفني وغينيا الإسبانية.

### خلال حقبة فرانكو (1939-1975) ومحاولة الانقلاب1981
في أعقاب الحرب الأهلية، وفي ظل ديكتاتورية الجنرال فرانثيسكو فرانكو (1939-1975) المُنقلب على الحكم، تم تعزيز الحرس المدني بقوات من الكارابينيروس (الفيلق الملكي للساحل والحدود كارابينييه)، وذلك عقب حله.
وقد زعم منتقدو الحرس المدني، ولا سيما المتعاطفين مع الجمهوريين، بأن الشرطة كانت تتعامل بوحشية تجاه المواطنين، غالبًا تم التلويح بهذه المزاعم بسبب ارتباط الحرس المدني بنظام فرانثيسكو. وبُرر حصول هذه التعديات من الشرطة لكون معظم «الحراس» يعملون في المناطق الريفية والمعزولة من البلد مما يزيد من خطر انتهاكات الشرطة للحقوق المدنية الفردية من خلال الافتقار إلى الإشراف والمساءلة. وقد ساهمت قصائد الشاعر الاسباني فيديريكو غارثيا لوركا في تأليب الرأي العام على الحرس المدني كقوة شرطة وحشية ثقيلة الوطأة على الأقل في ذلك الوقت.
استمرت مشاركة شخصيات الحرس المدني في السياسة حتى نهاية القرن العشرين: في 23 شباط/فبراير 1981، شارك المقدم أنطونيو طيخيرو مولينا أحد أعضاء الحرس المدني، مع قوات عسكرية أخرى في الانقلاب الفاشل الذي وقع في سنة 1981 ويعرف اختصارًا بـ 23-ف. هو و200 عضو من الحرس المدني، قاموا بالسيطرة لفترة وجيزة على مجلس النواب في كورتيس قبيل اجهاض هذا الانقلاب؛ بعد أن بُث خطاب ملك إسبانيا خوان كارلوس الأول على الصعيد الوطني، وفيه ندد بهذا الانقلاب.

## القوة الحديثة

رست سفينة الدورية التابعة للحرس المدني الإسباني "ريو سيغورا" في داكار- السنغال؛ خلال تمرين مكافحة المخدرات "Saharan Express" في 8 مارس 2014..

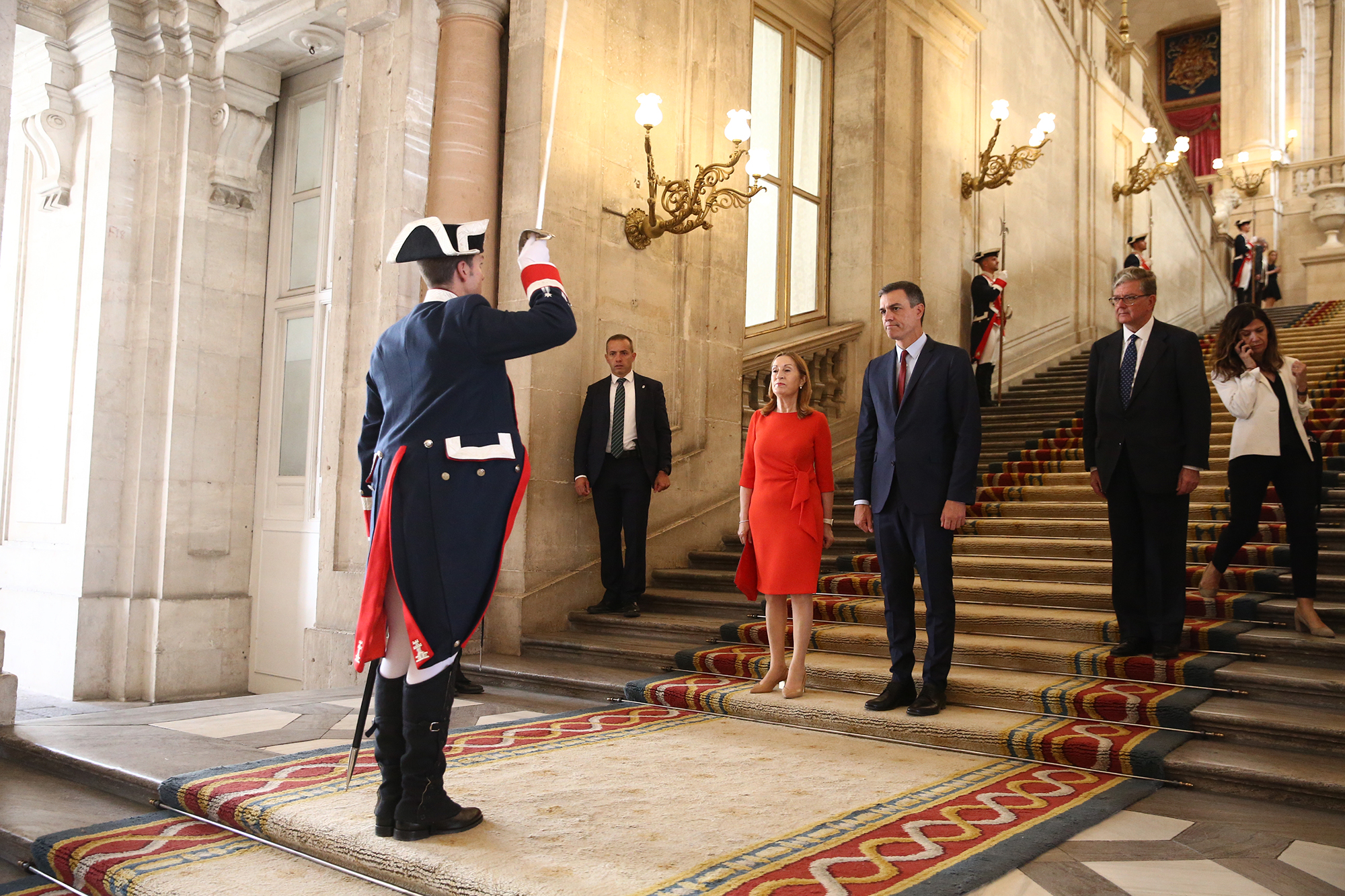
الحرس المدني يستقبل رئيس وزراء إسبانيا بيدرو سانشيز في القصر الملكي في مدريد.

تم إسناد المزيد من المهام والواجبات للحرس المدني، ويُعد الحرس المدني اليوم أكبر قوة عسكرية في سلك الشرطة الاسبانية من حيث المساحة الداخلة في نطاق صلاحياتهم. وهم اليوم مسؤولون في المقام الأول عن أعمال الشرطة والسلامة فيما يتعلق بهذه النطاقات (على سبيل المثال لا الحصر):
- إنفاذ القانون في جميع الأراضي الإسبانية.(ماعدا كلٍ من: إقليم الباسك وكتالونيا ونبارة، اعتبارًا من سنة 2020)
- عمل دوريات والحفاظ على أمن الطرق السريعة. (ماعدا كلٍ من: إقليم الباسك وكتالونيا ونبارة، اعتبارًا من سنة 2020)
- حماية ملك إسبانيا، وأفراد أسرته.
- مساندة القوات العسكرية الاسبانية في الخارج.
- مكافحة المخدرات.
- مكافحة التهريب.
- الجمارك والسيطرة على منافذ الدخول للبلاد.
- أمن المطارات.
- إدارة السجون وحماية السجناء.
- أمن المناطق الحدودية.
- تفكيك القنابل والمتفجرات (TEDAX).
- وحدة العمليات الخاصة والمخاطر العالية (UEI).
- إصدار تراخيص الأسلحة ومراقبة التراخيص والسوق.
- خفر السواحل.
- توفير الأمن للسفارات الاسبانية في الخارج. (قائمة السفارات).
- الاستخبارات وجمع المعلومات، ومكافحة الإرهاب (SIGC).
- وحدة الغوص (GEAS).
- مكافحة جرائم المعلومات.
- البحث والإنقاذ الجبلي (GREIM).
- إصدار تصاريح الصيد.
- حماية البيئة (SEPRONA).

### حفظ السلام والعمليات الأخرى
- إبان الحرب الأفغانية شاركت قوة التدخل السريع من الحرس المدني; وقد تعاونت مع فريق شرطة كابول في عام 2002 بعد الغزو بوقت قصير، وعملت القوة كفريق حماية للممثل السامي للاتحاد الأوروبي. واستمر تواجدهم في أفغانستان حتى عام 2008. وفي تلك الفترة، تم أيضا نشر أفراد (وحدة المرور ومراقبة الطرق)، ويفاتورا المالية y de Fronteras (دائرة الجمارك والإيرادات)، والشرطة القضائية، وسيغوريداد سيودادانا (دائرة النظام العام والوقاية) في أفغانستان من أجل جهود حفظ السلام.[13] وبعد عام 2009، حولت بعثة الحرس المدني في أفغانستان تركيزها إلى تدريب قوات الأمن المحلية في البلد. وفي تلك الفترة، كان فرع مكافحة الإرهاب التابع لوكالة الحرس المدني؛ قد نشر يونيداد دي أتشيون الريفية في أفغانستان لتدريب الشرطة الوطنية الأفغانية كجزء من فريق الشرطة الاستشاري (PAT) التابع للقوة الدولية للمساعدة الأمنية (PAT) الذي كان سابقا فريق التوجيه والاتصال التابع للشرطة (POMLT).[14]

- خلال الحرب الأهلية العراقية، تم نشر أفراد من GAR (وحدة التدخل السريع ومكافحة الإرهاب) في العراق لتدريب ومساعدة الشرطة الاتحادية العراقية في الحرب ضد مٌسلحي داعش.[15]

## امتيازات
- توفر الحكومة لأعضاء الحرس المدني مجمعات سكنية خاصة (Compound)؛ للسكن.
- وبما أن الحرس المدني يجب أن يستوعب أسر «حرسه»، فقد كانت أول قوة شرطة في أوروبا تؤوي شريكا من نفس الجنس في منشأة عسكرية.

- رمز الحرس المدني يتكون من التاج الملكي لإسبانيا، سيف وفأس، الوحدات الأخرى في سلك الشرطة لا تملك مثل هذا الرمز المميز.

### شارات

Monogram.

شريط سباق السفن.

### الترنيمة العسكرية
أُلفت الترنيمات الأولى بين عامي 1915 و1916 من قبل أسونسيون غارسيا سييرا (الذي كتب كلمات الأغنية) وإيلدفونسو مورينو كاريلو (الذي ألف الموسيقى) في العشرينات من القرن العشرين، تم تعيين المقدم خوسيه أوسونا بينيدا في المركز كرئيس للدراسات وقام بترتيب النص الأصلي واللحن. كان هذا النشيد من كلية الحراس الشباب، التي اعتمدت كمسيرة المدرسة ألما ماتر منذ ديسمبر 1922. وعلى الرغم من عدم وجود أي حكم قانوني، أصبحت الترنيمة رسمية عند استخدامها.

### الشعار العسكري

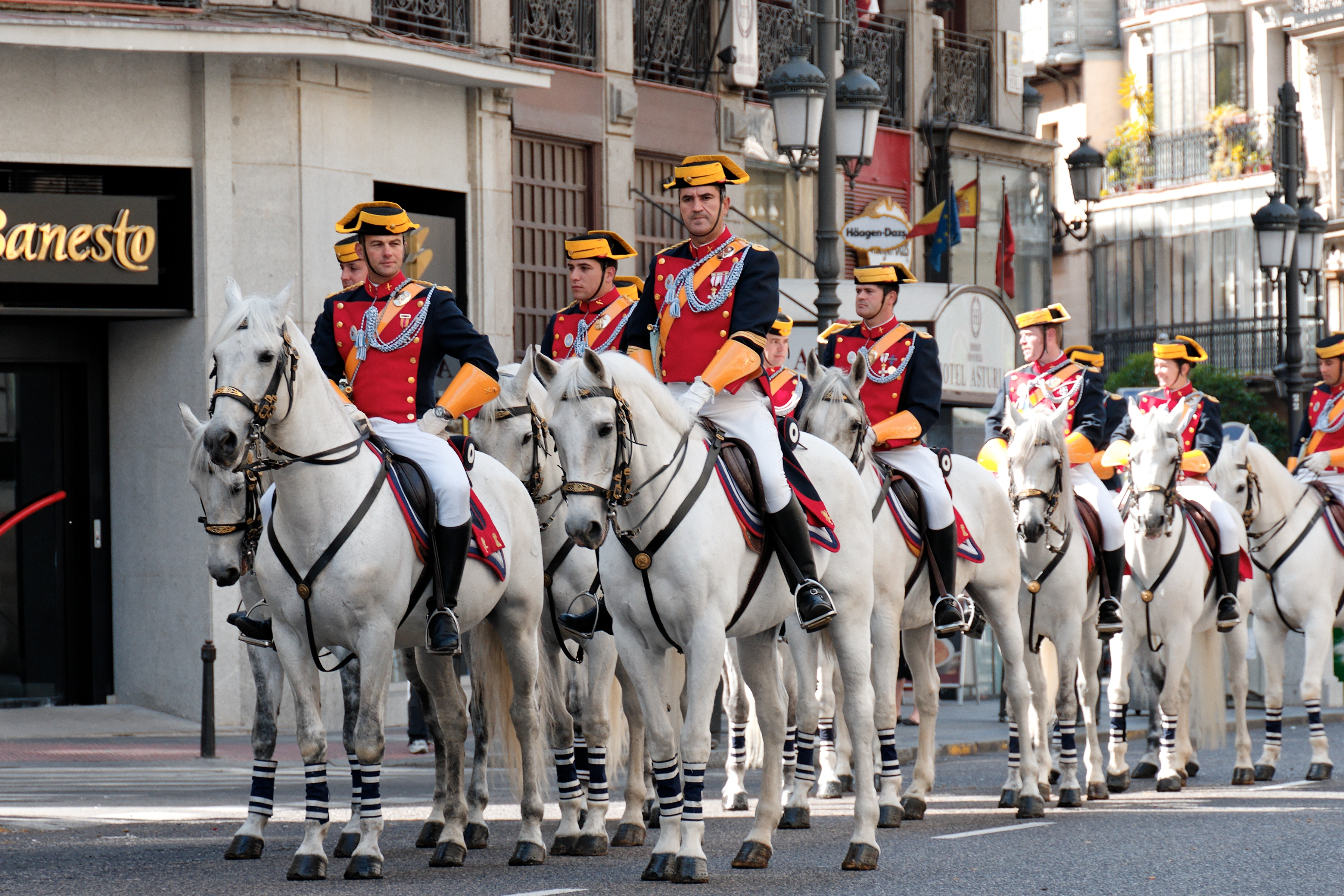
مجموعة من الحرس المدني خلال احتفالية بانتفاضة مايو في العاصمة مدريد.

شعار الحرس المدنيّ هو: «الشرف هو شارتي»، مأخوذ من نص المادة الأولى للخدمة المكتوبة من قِبَل مؤسسها، والتي تنص حرفيا على أن «الشرف هو العملة الرئيسية للحرس المدنيّ. تبعاً لذلك، ينبغي الحفاظ عليه من أي عار يستدعي اللوم. بمجرد خسارته لمرة واحدة لا يمكن استعادته ابدا». وهذا يعكس الروح التي تحكم هذه المؤسسة والنوعية الأكثر قيمة لها نفسها.
هذا المفهوم عالي الشرف يجب أن يُفهم –وفقاً لعقيدة المؤسسة- على أنه "النوعية الأخلاقية التي تؤدي التنفيذ التام للواجبات"، كأنه مرادف للصدق والنزاهة، وكأنه مصطلح سماويّ لبيدرو كالديرون، تُعطى للملك العقارات والحياة، أما الشرف فهو تكريم الروح، والروح من الله".

### وحدة الموسيقى
وحدة الموسيقى التابعة للحرس المدني تُعد إحدى الفرق الموسيقية العديدة في القوات المسلحة. وهي رسميًا جزء من المديرية العامة للحرس. منذ إنشائها في عام 1844، كان لديها تشكيلات مشاة وفرسان موسيقية من خلال صفوف مختلفة.
فقط الحرس المدني والحرس الملكي، فضلا عن العديد من وحدات سلاح الفرسان والمدفعية في الجيش احتفظت العصابات شنت مع الأبواق الفرسان في ذلك الوقت في حين أن المشاة من كل من الجيش والحرس المدني كان عصابات البوق ثم (فيلق سابقا من الطبول تتألف من الطبالين وfifers). لم يكن حتى 19 نوفمبر 1859 عندما ظهرت فرقة موحدة للمرة الأولى. ويوجد توجه لإنشاء المزيد من الفرق في كلٍ من مدريد وفالديمورو. في عام 1940، تمت الموافقة رسميا على الفرق الأولى من موسيقيي الحرس المدني وتم إصدار طلبات الانضمام إلى فرقة الحرس المدني الرسمية في أكتوبر 1941. في عام 1949، ونتيجة لاندماج فيلق كارابينيروس والحرس المدني، تم توحيد فرق الموسيقى الخاصة بهم أيضا.
وقد ظلت هذه القوالب على هذا النحو لأكثر من عقدين من الزمن عندما زيدت لتكييفها مع تلك الخاصة بموسيقى الجيش، وشكلت فرقتين: واحدة تضم 75 موسيقيا ملحقين بالمديرية العامة للسلك و50 عازفا ينتمون إلى فرقة جيفاتورا دي إنسينانزا. وفي الآونة الأخيرة، ووفقا للقرارين الصادرين في 28 حزيران/يونيه 2004 و 14 شباط/فبراير 2006، تم توحيد وحدتي الموسيقى، وهما تشكلان الفرقة الحالية التي تقوم بالتقارير إلى المدير الفرعي العام للموظفين والملحقة إداريا بدائرة الشؤون العامة.
وهناك فرقة صغيرة محمولة في الخدمة مع سرب سلاح الفرسان التابع للحرس المدني التابع للمجموعة الأمنية، مع ثكناتها واسطبلاتها في فالديمورو، تحت إشراف كلية الحراس الشباب إداريا. على عكس الفرق الأخرى التي شنت، فإنها تستخدم فقط الأبواق ضجة (كلارينيس دي كابايريا وtrompetas bajas). وهم يواصلون تقاليد سلاح الفرسان التابع للحرس المدني منذ تأسيسه.

### التريكورن
هو غطاء رأس مميز الشكل للخدمة الرسمية في الزي الرسمي الكامل. وتستخدم حاليا قطع أخرى من أغطية الرأس مثل قبعات الذروة، والقبعات أو قبعات حامية، وقد استخدمت أغطية الرأس الأخرى من مختلف الأنواع والألوان والأشكال، بما في ذلك Kepi تيريزيانا. رسميا، يعرف الحرس المدني باسم «القبعة السوداء».

### الرعاية التشريفية
في 8 فبراير 1913، أُعلنت سيدة الركيزة بموجب مرسوم ملكي كقديس شفيع للحرس الممجد.

## الزي الرسمي

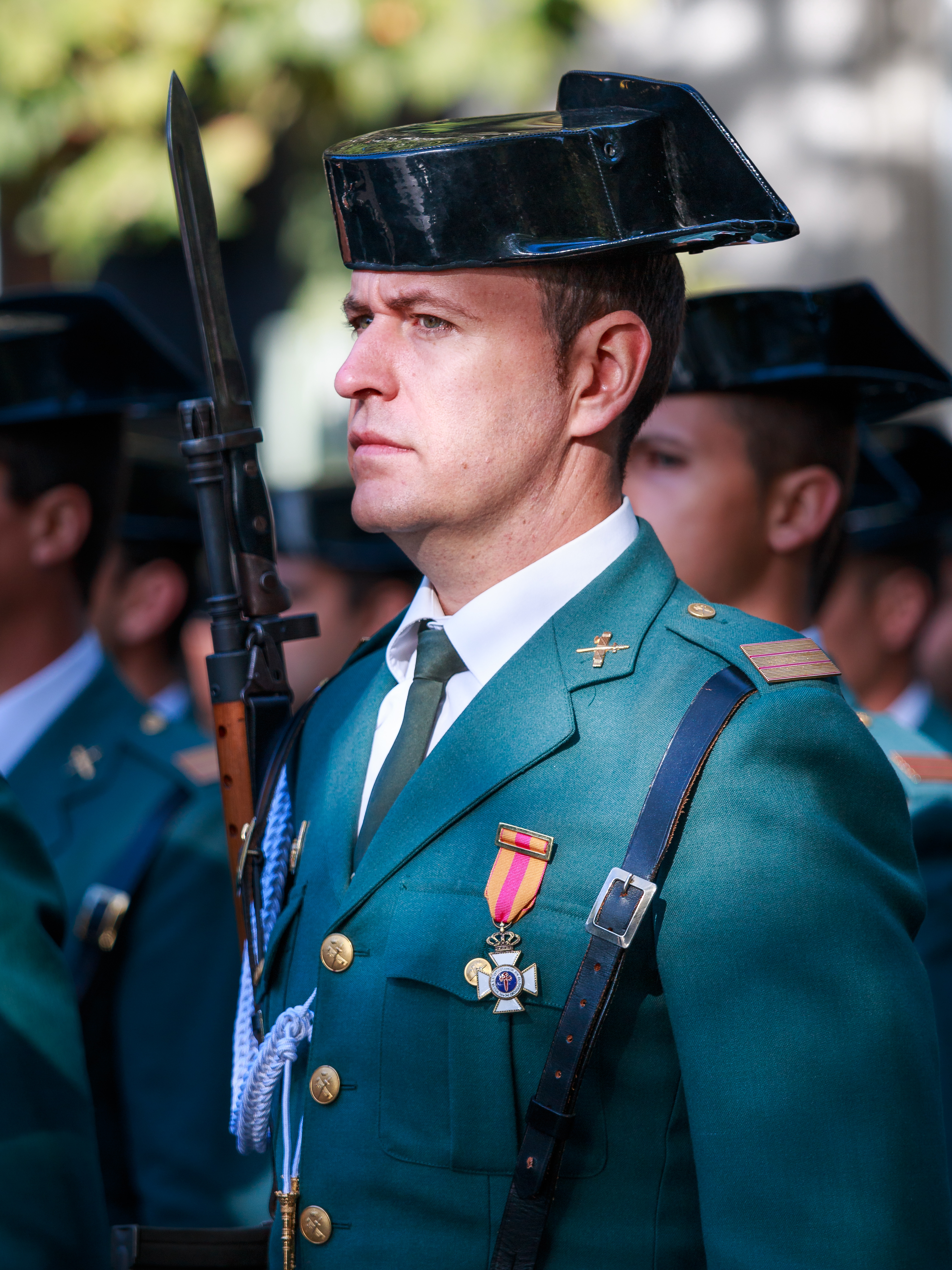
أحد أعضاء الحرس المدني يرتدي القبعة المميزة (التريكورن)، خلال احتفالات العيد الوطني في مدريد.

يتم ارتداء مجموعة واسعة من الملابس حاليا وفقا لطبيعة الواجبات التي يتم تنفيذها (انظر الرسوم التخطيطية أدناه).
غطاء الرأس التقليدي لGuardia هو قبعة تريكورنيو، وهي في الأصل ثلاثية الذرة. ويقتصر استخدامها الآن على المسيرات الاحتفالية وأداء الواجب خارج المباني العامة، إلى جانب سترة على طراز الجيش وبنطلون كان يرتديه في السابق. وفي مناسبات أخرى، يتم ارتداء قبعة.
يتم الاحتفاظ الآن بالزي التاريخي الأزرق والأبيض والأحمر للحرس الملكي فقط لشركة الحرس المدني التابعة للحرس الملكي وgastadores (علامات العرض) لأكاديمية الحرس المدني.
| زي الحرس المدني |                    |                              |           |          |              |     |          |
|                 |                    |                              |           |          |              |     |          |
| دورية           | دورية صدرية الطريق | وحدة المرور دراجة نارية ATGC | بحار شتاء | بحار صيف | داخل المراكز | GAR | GRS شتاء |

|                                   |                      |                                  |                |               |                  |               |                      |
|                                   |                      |                                  |                |               |                  |               |                      |
| وحدة البحث والانقاذ GREIM الإنقاذ | وحدة الغوص GEAS غواص | زي ميداني (مموه) الشرطة العسكرية | زي الخدمة شتاء | زي الخدمة صيف | زي الخدمة (كامل) | زي الاحتفالات | زي الاحتفالات تاريخي |

## الرتب والشارات
'ضباط'
| الرتبة | جنرال عام/ فريق | جنرال | عميد | كولونيل/ عقيد | مقدم | قائد | كابتن/ نقيب (ميداني) | ملازم أول | ملازم |
| ------ | --------------- | ----- | ---- | ------------- | ---- | ---- | -------------------- | --------- | ----- |
| الصورة |                 |       |      |               |      |      |                      |           |       |
| وحدات  | OF-8            | OF-7  | OF-6 | OF-5          | OF-4 | OF-3 | OF-2                 | OF-1      | OF(D) |

'أفراد'
| الرتبة | ضابط صف أول | ضابط صف | مساعد ضابط صف | رقيب أول | رقيب | عريف أول | عريف | جندي أول | جندي (صلاحيات خاصة) | جندي |
| ------ | ----------- | ------- | ------------- | -------- | ---- | -------- | ---- | -------- | ------------------- | ---- |
| الصورة |             |         |               |          |      |          |      |          |                     |      |
| وحدات  | OR-9        | OR-9    | OR-8          | OR-7     | OR-6 | OR-5     | OR-4 | OR-3     | OR-2                | OR-1 |

## التخصصات والفروع
تم تنظيم الفيلق إلى تخصصات مختلفة مقسمة إلى تخصصات تشغيلية ودعمية: 
- UAR فرع مكافحة الإرهاب في الحرس المدني.
- Seguridad Ciudadana خدمة النظام العام والوقاية، والتي تشكل الفرع الأكبر في الحرس المدني.
- GEAS وحدة الغوص والإنقاذ.
- GRS وحدة أمنية تشارك في مكافحة الشغب وتضم أفرادا من سرب سلاح الفرسان التابع للحرس المدني.
- SEMAR وحدة خفر السواحل (وكالة الحرس المدني)، والمكلفة بمراقبة شواطئ البحر وتفتيش مصائد الأسماك.
- SEPRONA وحدة حماية البيئة (وكالة الحرس المدني).
- SAER وحدة الخدمة الجوية (الحرس المدني).
- K-9 وحدة الكشف عن المخدرات والمتفجرات والعثور على الأشخاص.
- GREIM مجموعات الإنقاذ والتدخل الجبلية / خدمة الجبال.
- Jefatura Fiscal y de Fronteras دائرة الجمارك والإيرادات.
- SIGC جهاز المخابرات (الحرس المدني).
- TEDAX وحدة نزع وتعطيل القنابل والمتفجرات (EOD).
- Agrupación de Tráfico وحدة المرور ومراقبة الطرق السريعة والفرعية.
- GAR وحدة التدخل السريع ومكافحة الإرهاب - تشارك في بعض المهام الأمنية في الخارج-.
- UCO وحدة العمليات المركزية، فرع من بوليسيا القضائية: تختص بالتحقيقات المعقدة أو الكبرى على الصعيد الوطني
- UEI وحدة التدخل الخاصة.
- ODAIFI التحقيق والملاحقة القضائية للمخالفات الجنائية، تختص بمكافحة التهريب من وإلى إسبانيا.
- USESIC قوات النخبة التابعة لبعض المقرات الإقليمية (وحدات أمن المواطنين في مراكز القيادة).[23]

### العتاد العسكري

#### الأسلحة النارية
- مسدس هكلر آند كوتش USP (9×19mm) - منذ 2020[24][25]
- مسدس بيريتا 92
- مسدس رشاش إم بي 5 (9x19mm)
- بندقية هجومية هكلر آند كوخ جي36 (5.56x45mm)
- بندقية هجومية هكلر آند كوتش HK33 (5.56x45mm)
- بندقية هجومية 7.62x51mm) CETME)

#### الطائرات
- سي أن-235 ثنائية المحركات
- INDRA P2006T

#### المروحيات -الهليكوبتر
- بي أو 105
- MBB/Kawasaki BK-117
- يوروكوبتر إي سي 135
- يوروكوبتر إيه إس 365 دوفين

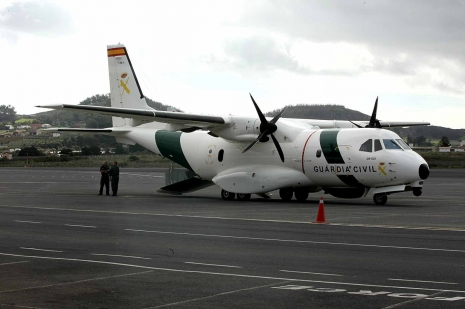
طائرات المراقبة CASA CN235 Guardia Civil
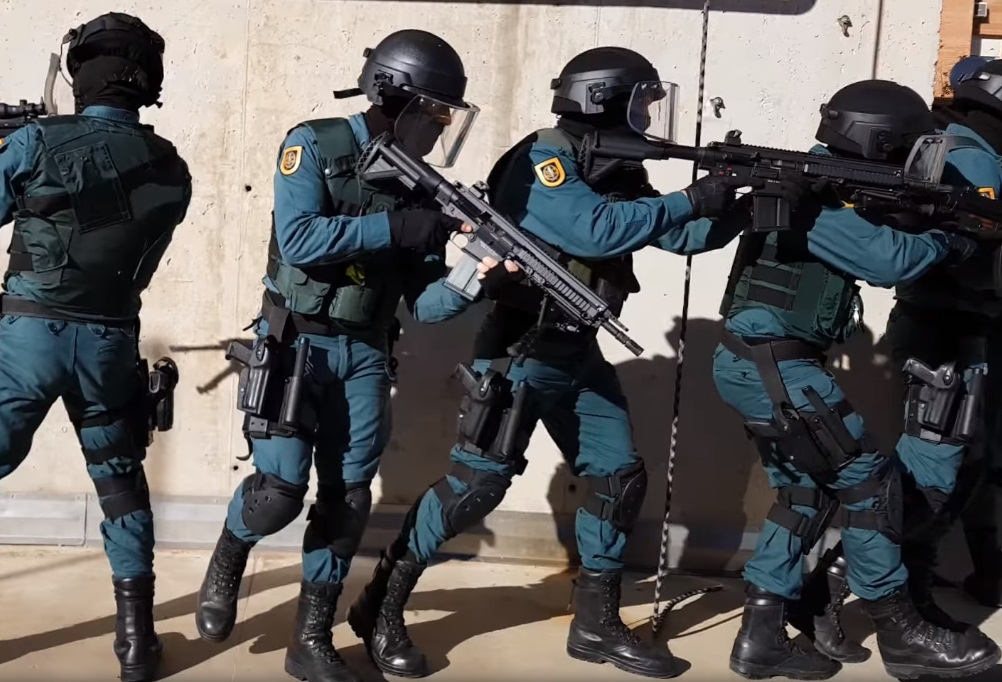
قوة التدخل السريع Grupo de Acción Rápida، التابعة للحرس المدني.
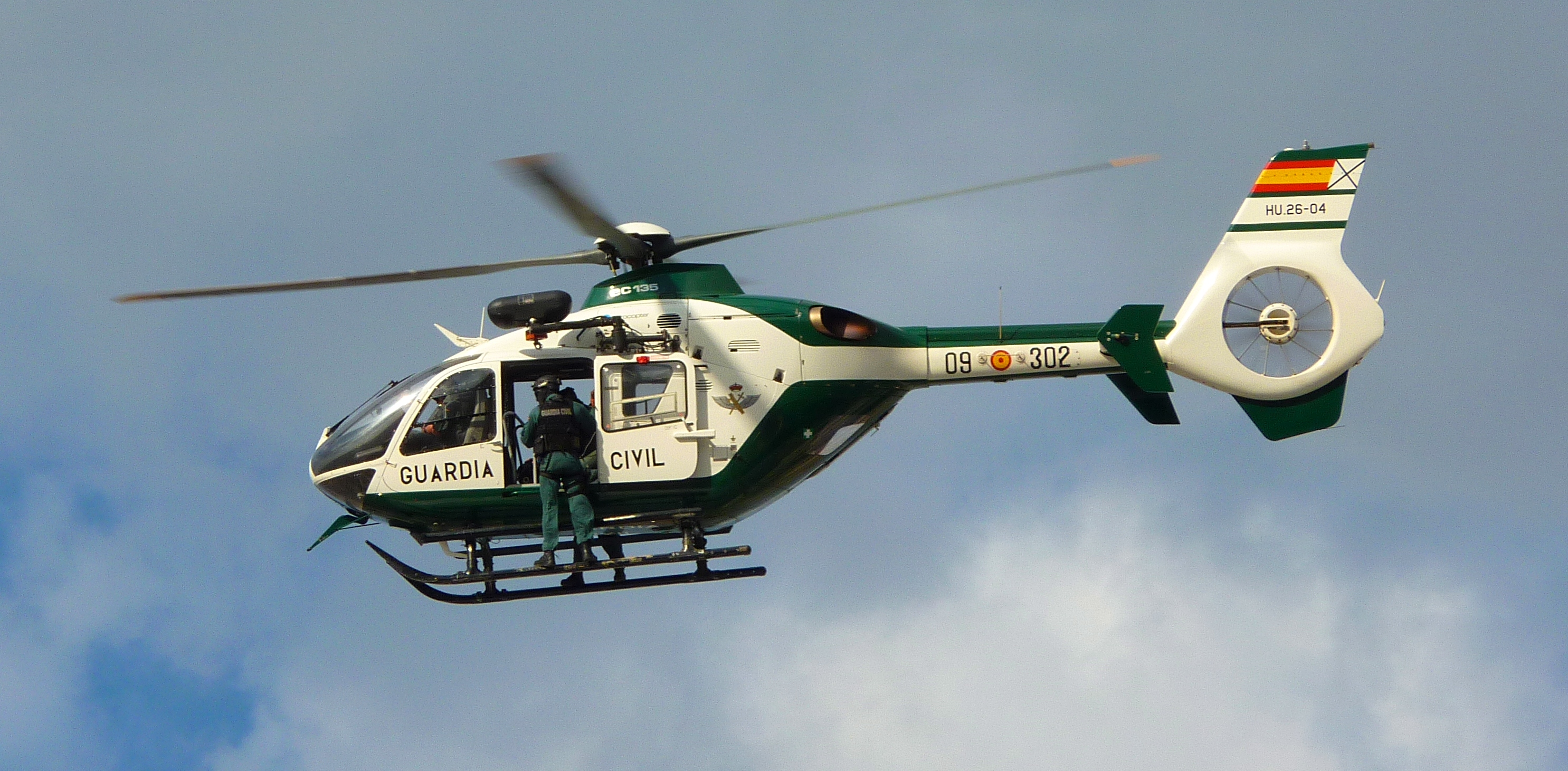
الحرس المدني الإسباني يوروكوبتر EC-135P-2 يحمل أعضاء من Unidad Especial de Intervención (وحدة التدخل الخاصة).
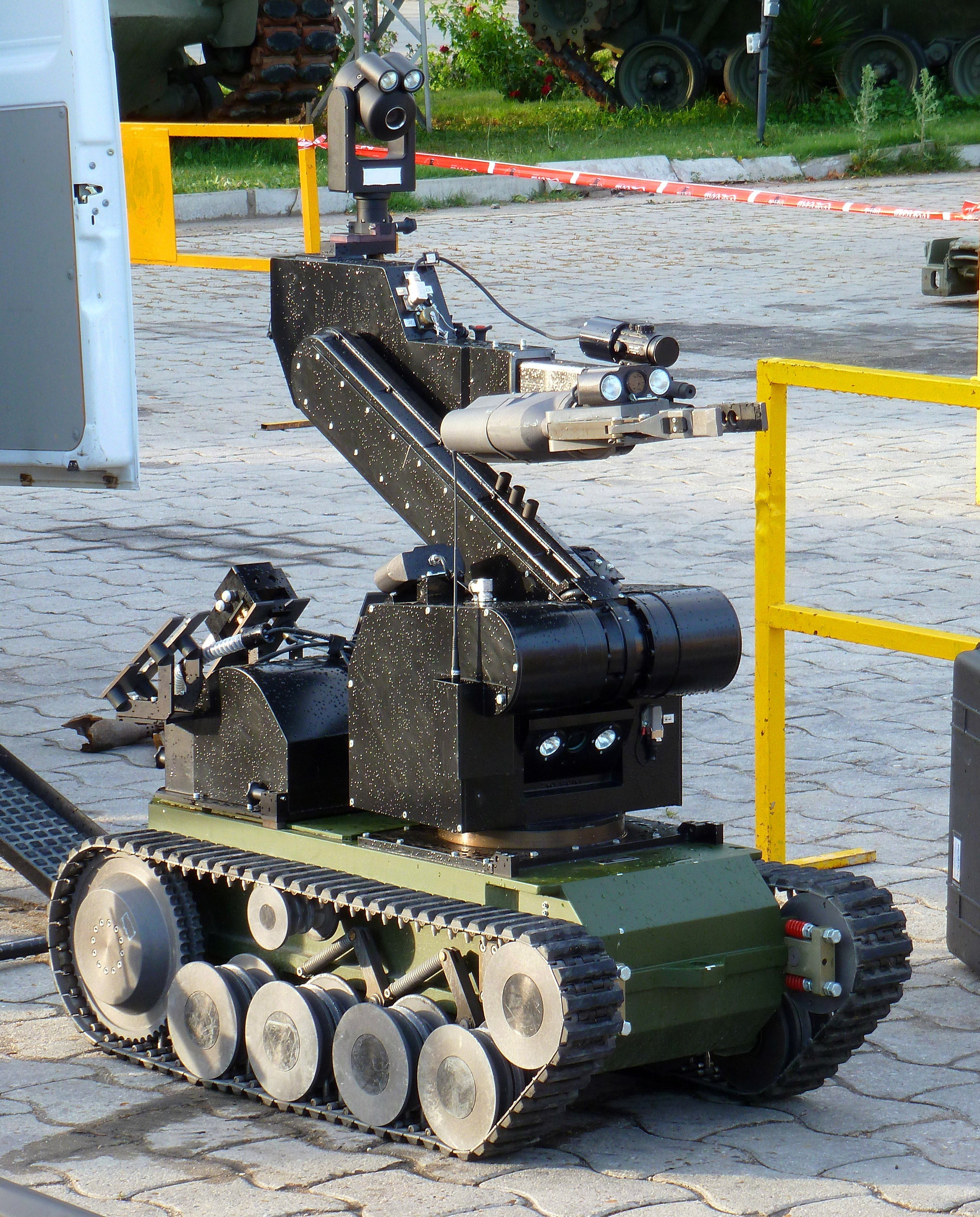
روبوت تحييد المتفجرات تابع لوحدة TEDAX
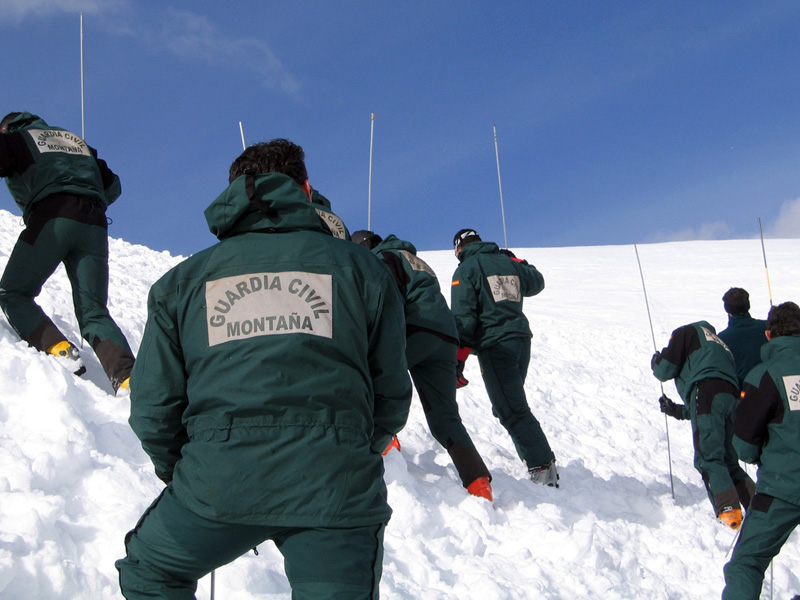
مجموعة إنقاذ جبلية (GREIM) من الحرس المدني في تدريب على إنقاذ الانهيار الجليدي

## انظر ايضًا
- شعارات النبالة للقوات المسلحة الإسبانية
- حرس الاقتحام
- فيلق الشرطة المسلحة
- فيلق الشرطة الوطنية
- الحرس الجمهوري البرتغالي
- الحرس المدني (في الفلبين)
- عملية أنوبيس

## وصلات خارجية
- إسبانيا
- Official web page الموقع الرسمي
- Spanish police forces forum المنتدى العام للشرطة الإسبانية